# Chloropicus
A Chloropicus a madarak (Aves) osztályának harkályalakúak (Piciformes) rendjébe, ezen belül a harkályfélék (Picidae) családjába tartozó nem.

## Tudnivalók
A Chloropicus-fajok előfordulási területe Afrika. Ezt a madárnemet 1845-ben, Alfred Malherbe francia ornitológus alkotta meg. A Chloropicus taxonnév, az ógörög nyelvből ered, és a madarak zöldes tollazatára utal; khlōros = „zöld” és pikos = „harkály”.
Korábban, az alábbi három fajból kettő a Dendrocopos, míg egy a Dendropicos nemekbe voltak besorolva.

## Rendszerezés
A nembe az alábbi 3 faj tartozik:
- Chloropicus namaquus (Lichtenstein, 1793)[5]
- Chloropicus pyrrhogaster (Malherbe, 1845)[6] - típusfaj
- Chloropicus xantholophus (Hargitt, 1883)[7]

## Fordítás
- Ez a szócikk részben vagy egészben  a   Chloropicus című angol Wikipédia-szócikk ezen változatának fordításán alapul.  Az eredeti cikk szerkesztőit annak laptörténete sorolja fel. Ez a jelzés csupán a megfogalmazás eredetét és a szerzői jogokat jelzi, nem szolgál a cikkben szereplő információk forrásmegjelöléseként.